# Aquele beijo
Aquele beijo è una telenovela brasiliana prodotta da TV Globo, che l'ha trasmessa a partire dal giorno 17 ottobre 2011, in sostituzione di Morde & Assopra. Scritta da Miguel Falabella, Flávio Marinho, Antonia Pellegrino e Luiz Carlos Goes, la telenovela è diretta da Cininha de Paula e Roberto Talma.